# Ràdio autogestionada
Una ràdio autogestionada és una emissora de ràdio privada el funcionament intern de la qual és gestionat de forma directa per tots aquells que participen activament en la vida de la ràdio. Per això no depèn de cap govern, partit polític, ni organisme extern a la ràdio, caracteritzant-se així per la seva llibertat i autonomia, tant econòmica com ideològica. Una ràdio autogestionada és definida per la seva manera d'organització no per la seva freqüència radial ni per la seva raó social.
Estan classificades com mitjans de comunicació alternatius, en moltes ocasions solen referir-se a elles com a ràdios lliures, no obstant això aquest terme al·ludeix a un concepte molt més ampli. Les ràdios autogestionades sorgeixen com a necessitat de portar la comunicació al marc quotidià i en oposició al monopoli i la centralització de la comunicació.

## Organització
Les associacions particulars que les componen normalment tenen una organització interna assembleària-autònoma i la programació s'elabora de forma col·lectiva. Els locutors i les persones que la porten són socis voluntaris. A partir d'això, poden ser o associacions sense ànim de lucre o empreses lucratives autogestionades. La seva ideologia depèn directament dels qui integren la ràdio autogestiva, per la qual cosa pot tenir qualsevol raó social, encara que pel suport a l'autogestió com a mètode sol relacionar-se a grups o idees radicals. També es vinculen a ecologistes, pacifistes, associacions de veïns o amics i hacklabs.

## Finançament
En ser finançada directament pels qui la componen, sent el mètode convencional d'ingresos, s'intenta constituir-la al marge de tot grup de pressió polític o econòmic que pugui o vulgui alterar en el seu profit el missatge a difondre. Poden també rebre aportacions voluntàries dels seus oïdors. La ràdio autogestiva pot ser:
1. Cultural, en aquest cas no rep publicitat comercial sinó només aportacions voluntàries.
2. Comercial, que en canvi sí que pot rebre publicitat comercial sempre que no entri en conflicte d'interessos amb la seva autonomia.

## Difusió
Clàssicament utilitzen la banda de la Freqüència Modulada i solen tenir una cobertura local en el municipi des del qual transmeten, encara que l'avanç en noves tecnologies ha permès que puguin emetre a través d'internet, arribant a tenir difusió mundial i fins i tot emetre exclusivament ràdio per Internet. Poden usar indistintament una freqüència radial pirata, ocupada, comprada, legalitzada o en cas contrari només emetre digitalment via streaming o podcast.